# Bureau du surintendant des institutions financières
 (juin 2015).
Le contenu est difficilement compréhensible vu les erreurs de traduction, qui sont peut-être dues à l'utilisation d'un logiciel de traduction automatique.
Le Bureau du surintendant des institutions financières (BSIF) est un organisme fédéral indépendant du gouvernement du Canada, qui relève du ministère des Finances.  Il a été mis sur pied « en vue d’accroître la confiance du public envers le système financier canadien ». Il est l’unique organisme de réglementation des banques, et le principal organisme de réglementation des sociétés d’assurance, des sociétés de fiducie, des sociétés de prêt et des régimes de retraite au Canada.
Le surintendant en poste est Peter Routledge, qui a été nommé en juin 2021, pour un mandat de sept ans. Il succède à Jeremy Rudin dont le mandat a commencé en juin 2014. Il était précédé de Julie Dickinson.

## Mandat
Le mandat englobe trois volets essentiels :
- Surveillance et intervention rapide: le BSIF surveille les institutions financières et les régimes de retraite fédéraux pour s’assurer qu’ils sont en bonne santé financière et qu’ils se conforment à la réglementation qui les régit et aux exigences du régime de surveillance. Il avise sans tarder les institutions financières et les régimes de retraite des lacunes importantes qu’ils présentent, et prend ou exige des responsables qu’ils prennent des mesures dans le but de rectifier la situation promptement.

- Analyse du contexte: le BSIF analyse les tendances financières et économiques pour cerner les questions émergentes qui pourraient avoir une incidence négative sur les institutions. Il évalue la situation financière d’une institution, les risques importants qui pèsent sur elle, de même que la qualité de ses pratiques de gouvernance, de gestion du risque et de conformité.

- Adoption d'une approche équilibrée: le BSIF protège, d’une part, les droits des déposants, souscripteurs et créanciers des institutions financières et, d’autre part, de toute personne ayant droit à une prestation de pension, en tenant compte de la nécessité pour celles-ci de faire face à la concurrence et de prendre des risques raisonnables. Il reconnaît que la direction et le conseil d’administration des institutions financières et les administrateurs de régimes de retraite sont responsables des décisions liées aux risques, qu’une institution financière peut faire faillite et qu’un régime de retraite peut éprouver des difficultés financières qui se traduisent par la réduction des prestations versées.

En exécutant son mandat, le BSIF contribue à la réalisation de l'objectif du gouvernement qui consiste à accroître la confiance du public envers le système financier canadien.
Le BSIF rend compte au Parlement par l’entremise du ministre des Finances. Il existe divers mécanismes officiels et officieux lui permettant d’exécuter son mandat de façon efficace, notamment le Comité de surveillance des institutions financières (CSIF), dont les membres – le ministère des Finances, la Banque du Canada, la Société d’assurance-dépôts du Canada (SADC), l’Agence de la consommation en matière financière du Canada (ACFC) et le BSIF – se réunissent au moins une fois tous les trois mois pour échanger de l’information portant sur la surveillance des institutions financières fédérales.
Le BSIF mène divers projets, dont par exemple la consultation sur le resserrement des attentes en matière d’assurance, projet lancé le 13 avril 2021, qui s’adresse aux assureurs fédéraux (AF) et aux institutions de dépôt (ID) fédérales. La consultation lancée pour dix semaines a pour but d’amener les AF, les ID, les auditeurs externes et les autres parties prenantes à discuter avec le BSIF du resserrement des attentes actuelles en matière d’assurance. Ainsi, le BSIF cherche des moyens d’améliorer la cohérence, la précision et la rapidité d’exécution des évaluations du risque.

## Historique
Fin des années 1800 – Mise sur pied du Bureau du surintendant des assurances, devenu par la suite le Département des assurances. Il lui incombait de surveiller les sociétés d’assurance vie, les sociétés d’assurance multirisque, les sociétés de fiducie et de prêt et les régimes de retraite sous réglementation fédérale, et de fournir des services actuariels au gouvernement.
1925 – Mise sur pied du Bureau de l’inspecteur général des banques dans la foulée de la faillite de la banque Home, afin de réglementer les banques à charte canadiennes.
Début des années 1930 – La Commission royale sur la banque et la monnaie au Canada se penche sur les questions liées aux banques et à la monnaie dans le contexte du système financier canadien.
Début des années 1960 – La Commission Porter se penche sur les problèmes structurels et opérationnels qui affectent le système financier et les institutions financières au Canada. La commission conclut dans son rapport que le système financier se porte bien, mais qu’il a évolué au point où les lois et les pratiques de réglementation alors en vigueur sont dépassées. La commission estime qu’il est impossible de mettre le public à l’abri des pertes sur les opérations effectuées avec des institutions publiques et sur les marchés. Elle réclame la création d’un système prévoyant un niveau adéquat de divulgation et de strictes normes d’autoréglementation, doublé d’une étroite surveillance exercée par le gouvernement et de pouvoirs permettant de faire adopter des pratiques pertinentes.
1967 – Le ministre des Finances dépose un projet de loi en vue de créer la Société d’assurance‑dépôts du Canada (SADC) pour garantir la sécurité des petits dépôts et améliorer progressivement la norme financière minimale des institutions de dépôt au Canada. En 1983, des modifications législatives ont étendu le mandat de la SADC afin qu’elle contribue à maintenir la confiance du public envers le système financier de même que la stabilité de ce dernier.
Milieu des années 1980 – L’intensification de la concurrence internationale, la faillite de deux banques canadiennes et l’enquête menée sur ces faillites par l’honorable Willard Z.  Estey ont mis en lumière la nécessité d’adopter une approche solide pour composer avec les risques associés aux marchés financiers.
Juillet 1987 – Afin d’appliquer une approche coordonnée en matière de surveillance et un cadre réglementaire moderne au système financier canadien, tout en donnant suite aux recommandations de la Commission Estey, le gouvernement édicte la Loi sur les institutions financières et modifiant le système d’assurance-dépôts et la Loi sur le Bureau du surintendant des institutions financières. Cette dernière fusionne le Département des assurances et le Bureau de l’inspecteur général des banques pour constituer le BSIF, qui se voit conférer des pouvoirs en vue de surveiller et de réglementer les institutions financières fédérales.
Mai 1996 – Le projet de loi C‑15 reçoit la sanction royale. Cette nouvelle loi précise que les principales responsabilités du BSIF consistent à aider à minimiser les pertes pour les déposants, les titulaires de police et les participants des régimes de retraite, et à maintenir la confiance du public envers le système financier canadien. Le BSIF n’a pas pour mandat de prévenir la faillite des institutions financières; en revanche, la promotion de saines pratiques commerciales contribue à atténuer le risque de faillite d’une institution financière. Le mandat souligne l’importance d’une intervention rapide pour la réalisation des objectifs du BSIF et jette les bases de la mission, des objectifs, des priorités et des stratégies du BSIF.
Juin 2023 – Le projet de loi C-47 reçoit la sanction royale. Cette loi étend le mandat du BSIF à la surveillance des IFF afin de vérifier si elles disposent de politiques et de procédures adéquates pour se protéger contre les menaces à leur intégrité ou à leur sécurité. Les modifications comprennent un ensemble de mesures que pourraient prendre le surintendant et le ministre des Finances à des fins de conformité et d’intervention.

## Sources
- http://www.osfi-bsif.gc.ca/Fra/Pages/default.aspx